# Барамула (округ)
Барамула (кашм. بارامولا ضلع; в.-пандж. ਬਾਰਾਮੂਲਾ ਜ਼ਿਲਾ; англ. Baramulla) — округ в индийской союзной территории Джамму и Кашмир, в регионе Кашмир. Административный центр — город Барамула. Площадь округа — 4588 км². По данным всеиндийской переписи 2001 года население округа составляло 1 169 780 человек. Уровень грамотности взрослого населения составлял 45,4 %, что ниже среднеиндийского уровня (59,5 %). Доля городского населения составляла 16,8 %.

## Административное деление
Восемь техсилов: Паттан, Ури, Крири, Бонияр, Тангмарг, Сопор, Рафайябад и Барамула.
12 блоков: Ури, Рохама, Рафиабад, Зайнгир, Сопор, Бонияр, Барамуллах, Тангмарг, Сингпора, Паттан, Вагура и Кунзер. Крири был выделен из техсила Паттан — крупнейшего в округе. В каждом блоке — панчаяты.